# Andora
Andora és un municipi situat al territori de la província de Savona, a la regió de la Ligúria, (Itàlia).
Andora limita amb els municipis d'Alassio, Cervo, Garlenda, Laigueglia, San Bartolomeo al Mare, Stellanello, Villa Faraldi i Villanova d'Albenga.

## Galeria

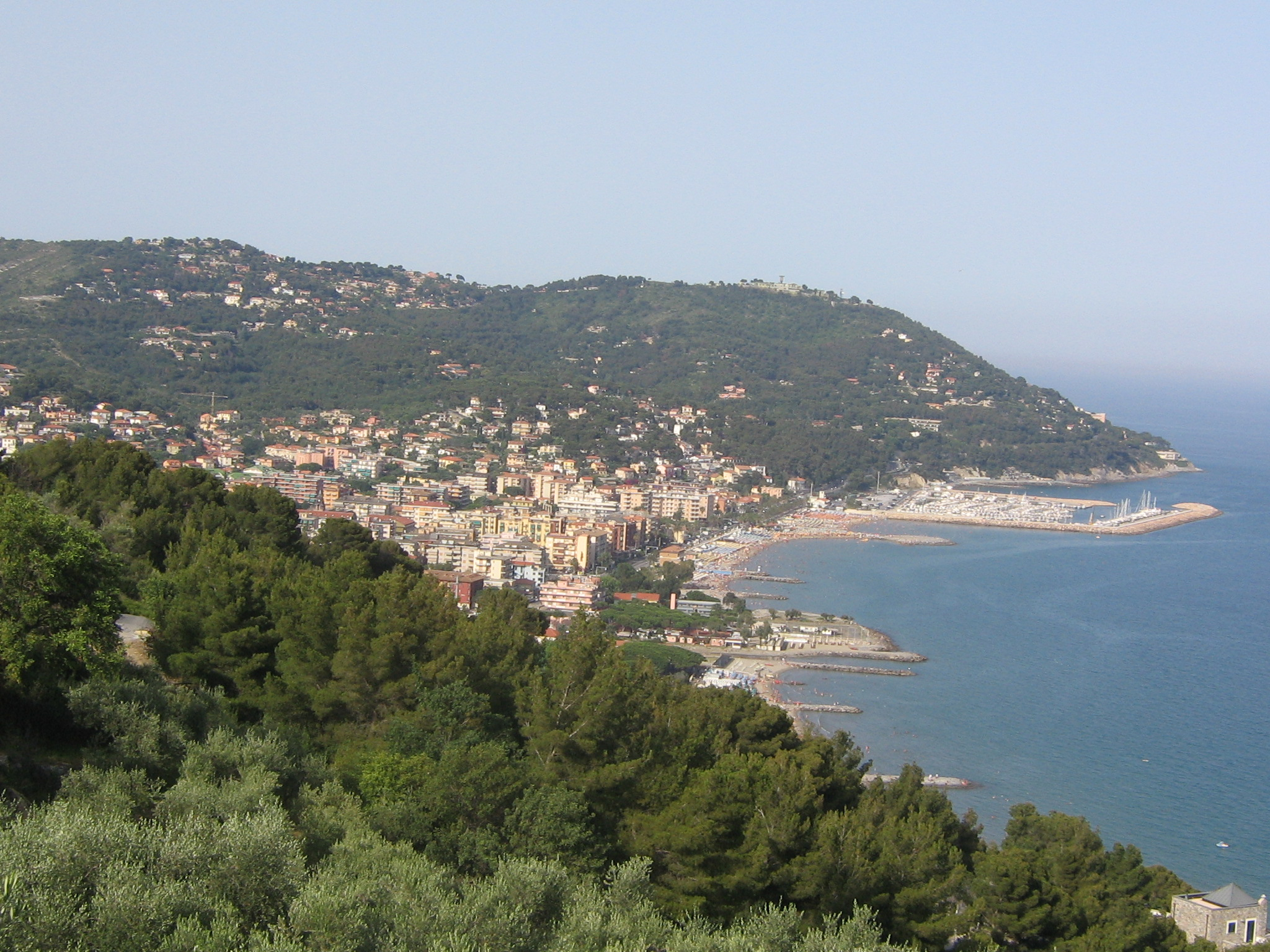
Vista d'Andora
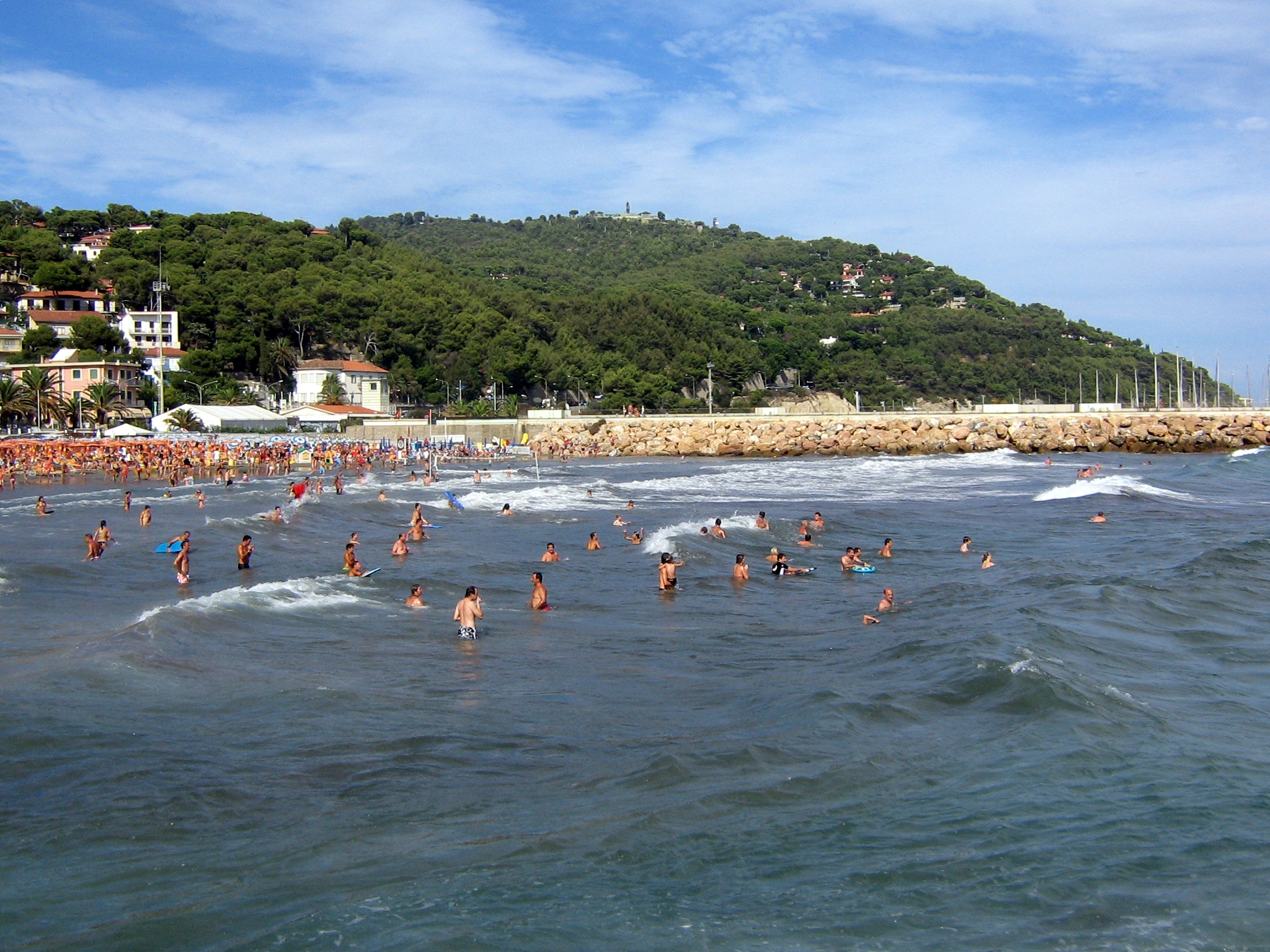
Capo Mele
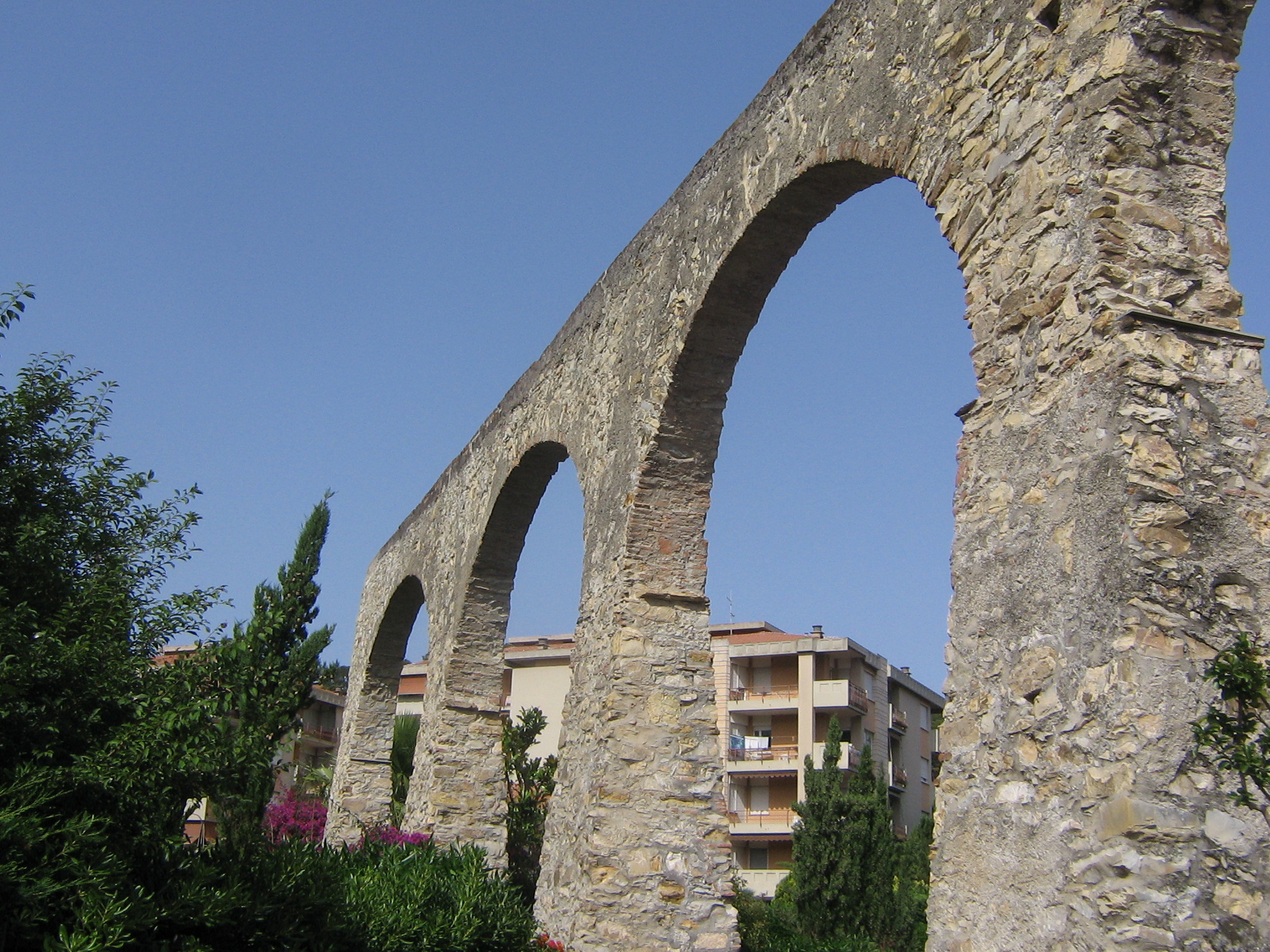
Aqüeducte romà
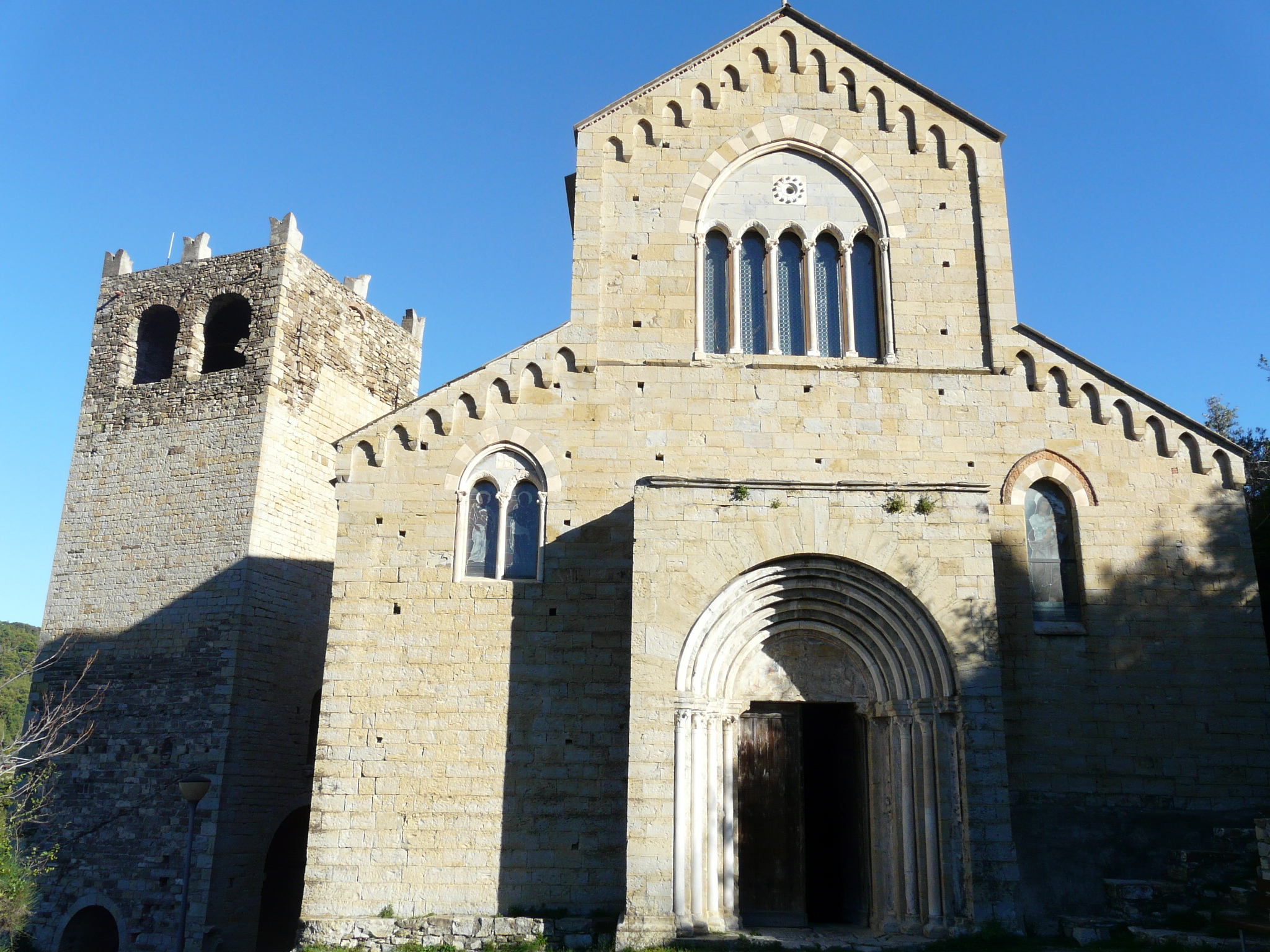
Església de S.Jaume i S.Felip
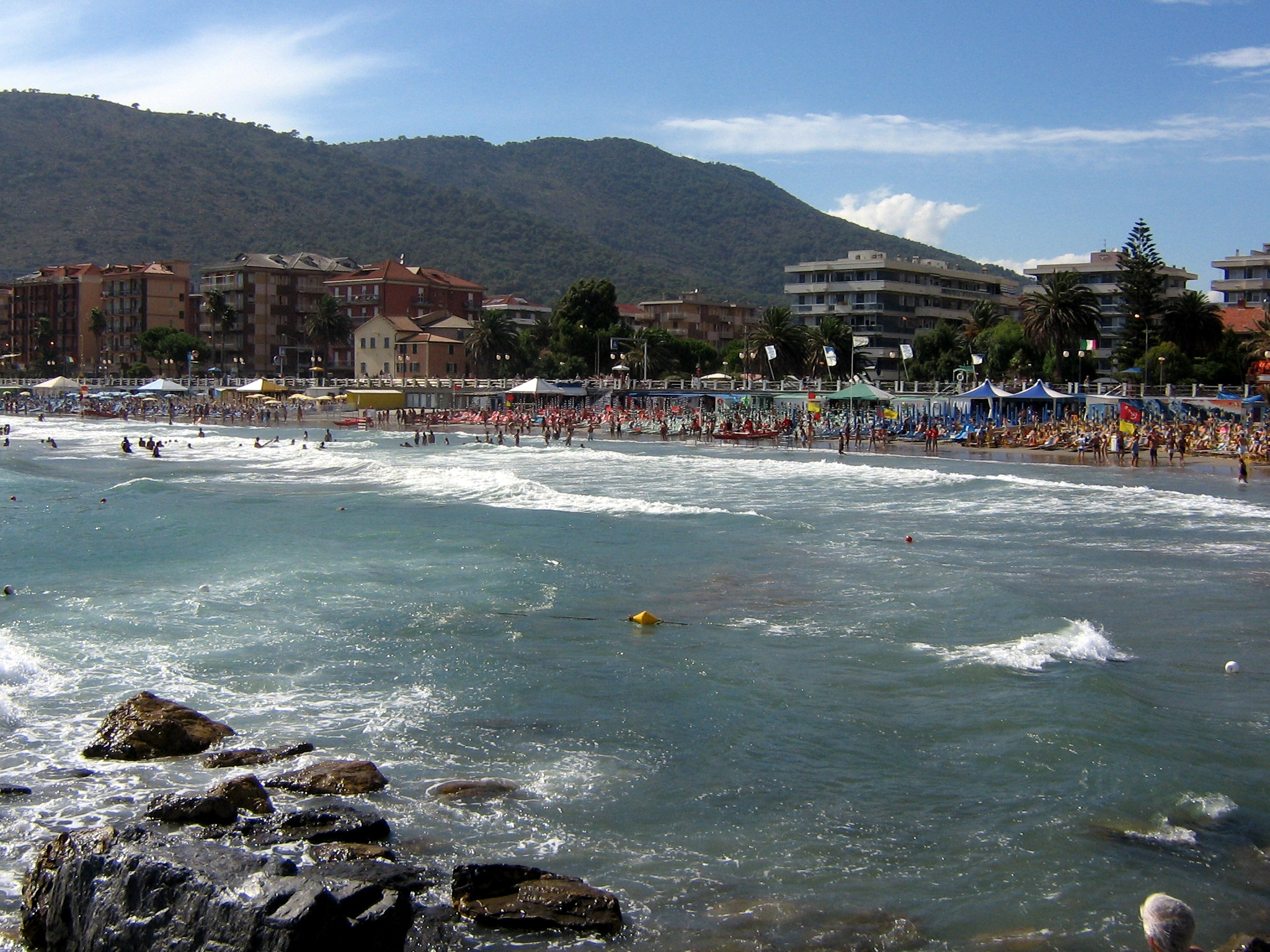
Vista d'Andora